# Énencourt-le-Sec
Énencourt-le-Sec és un municipi francès, situat al departament de l'Oise i a la regió dels Alts de França. L'any 2007 tenia 201 habitants.

## Demografia

### Població
El 2007 la població de fet d'Énencourt-le-Sec era de 201 persones. Hi havia 74 famílies de les quals 12 eren unipersonals (8 homes vivint sols i 4 dones vivint soles), 33 parelles sense fills i 29 parelles amb fills.
La població ha evolucionat segons el següent gràfic:
Habitants censats

### Habitatges
El 2007 hi havia 85 habitatges, 73 eren l'habitatge principal de la família, 10 eren segones residències i 1 estava desocupat. 79 eren cases i 5 eren apartaments. Dels 73 habitatges principals, 60 estaven ocupats pels seus propietaris, 11 estaven llogats i ocupats pels llogaters i 2 estaven cedits a títol gratuït; 4 tenien dues cambres, 11 en tenien tres, 22 en tenien quatre i 36 en tenien cinc o més. 61 habitatges disposaven pel capbaix d'una plaça de pàrquing. A 31 habitatges hi havia un automòbil i a 38 n'hi havia dos o més.

### Piràmide de població
La piràmide de població per edats i sexe el 2009 era:
| Homes | Edats   | Dones |
| ----- | ------- | ----- |
| 0     | 95 o +  | 0     |
| 0     | 90 a 94 | 0     |
| 0     | 85 a 89 | 4     |
| 0     | 80 a 84 | 0     |
| 0     | 75 a 79 | 0     |
| 4     | 70 a 74 | 0     |
| 0     | 65 a 69 | 12    |
| 8     | 60 a 64 | 0     |
| 8     | 55 a 59 | 4     |
| 8     | 50 a 54 | 12    |
| 4     | 45 a 49 | 8     |
| 4     | 40 a 44 | 12    |
| 8     | 35 a 39 | 4     |
| 4     | 30 a 34 | 12    |
| 4     | 25 a 29 | 8     |
| 4     | 20 a 24 | 0     |
| 12    | 15 a 19 | 4     |
| 0     | 10 a 14 | 16    |
| 9     | 5 a 9   | 0     |
| 0     | 0 a 4   | 8     |

## Economia
El 2007 la població en edat de treballar era de 137 persones, 104 eren actives i 33 eren inactives. De les 104 persones actives 92 estaven ocupades (51 homes i 41 dones) i 12 estaven aturades (5 homes i 7 dones). De les 33 persones inactives 13 estaven jubilades, 9 estaven estudiant i 11 estaven classificades com a «altres inactius».

### Ingressos
El 2009 a Énencourt-le-Sec hi havia 75 unitats fiscals que integraven 194 persones, la mediana anual d'ingressos fiscals per persona era de 22.393 €.

### Activitats econòmiques
Dels 5 establiments que hi havia el 2007, 2 eren d'empreses de comerç i reparació d'automòbils, 1 d'una empresa de serveis i 2 d'empreses classificades com a «altres activitats de serveis».
L'únic establiment comercial que hi havia el 2009 era una botiga de menys de 120 m².
L'any 2000 a Énencourt-le-Sec hi havia 3 explotacions agrícoles que ocupaven un total de 651 hectàrees.

## Equipaments sanitaris i escolars
El 2009 hi havia una escola maternal integrada dins d'un grup escolar amb les comunes properes formant una escola dispersa.

## Poblacions més properes
El següent diagrama mostra les poblacions més properes.